# Rudolf Schossig
Rudolf Schossig (* 14. März 1920 in Rumburg, Tschechoslowakei) ist ein deutscher Gebrauchsgrafiker, Typograf und Illustrator.

## Leben und Werk
Schossig absolvierte von 1935 bis 1938 eine Lehre als Dekorationsmaler und arbeitete in seinem Beruf. 1942/1943 macht er ein künstlerisches Abendstudium an der Akademie der bildenden Künste München. Er nahm als Soldat der Wehrmacht am Zweiten Weltkrieg teil und kam aus der Kriegsgefangenschaft in die Sowjetische Besatzungszone.
Von 1949 bis 1951 war er in Halle/Saale Grafiker bei der Firma Blickfangwerbung, 1951/1952 bei der HO-Werbung und dann bis 1954 bei der DEWAG-Werbung. Danach arbeitete er als Gebrauchsgrafiker freischaffend in Halle, wobei er vor allem Aufträge von der DEWAG und volkseigenen Industriebetrieben erhielt. Für Verlage schuf er Buchillustrationen und machte er typografische und weitere buchgestalterische Arbeiten. In Kaprs für die DDR maßgeblichem Fachbuch Buchgestaltung ist ein Beispiel der typografischen Gestaltung Schossigs für Goethes Alexis und Dora (Deutscher Buchexport- und Import GmbH, Leipzig, 1967; mit Illustrationen Max Schwimmers) abgebildet.

## Werke (Auswahl)

### Plakate
- Nährmittel (auf der Vierten Deutschen Kunstausstellung)[2]
- Spirituosen (auf der Vierten Deutschen Kunstausstellung)[3]
- Leipziger Messe (auf der Vierten Deutschen Kunstausstellung)[4]
- Sammelt Beeren und Pilze (auf der Vierten Deutschen Kunstausstellung)[5]

### Illustration von Büchern für Kleinkinder
- Zoo. Postreiter-Verlag, Halle/Saale, 1967
- Sieh uns an. Postreiter-Verlag, 1967 (Leporello)
- Wer kennt uns? Ein Tierbilderbuch für unsere Kleinsten. Postreiter-Verlag, 1970

### Anderes
- Kobenhaven - Berlin (Informationstafel des Reisebüros der DDR; auf der Vierten Deutschen Kunstausstellung)[6]
- Unternehmenslogo des VEB Anglerbedarf Großkorbetha[7]

## Teilnahme an zentralen und wichtigen regionalen Ausstellungen in der DDR
- 1958/1959 und 1962/1963: Dresden, Vierte und Fünfte Deutsche Kunstausstellung
- 1962 und 1974: Halle, Bezirkskunstausstellung

## Weblink
- https://www.bildindex.de/ete?action=queryupdate&desc=%22schossig%2C%20rudolf%22%20&index=obj-all